# دیوید برت (بازیکن فوتبال)
دیوید برت (انگلیسی: David Brett؛ زادهٔ ۸ آوریل ۱۹۶۱) بازیکن فوتبال اهل بریتانیا است.
از باشگاه‌هایی که در آن بازی کرده‌است می‌توان به باشگاه فوتبال کولوین بای اشاره کرد.